# Trout River (Mackenzie River)
Der Trout River (trout werden im Englischen mehrere Saiblingsarten genannt) ist ein 177 km langer linker Nebenfluss des Mackenzie River in den kanadischen Nordwest-Territorien.

## Flusslauf
Der Trout River bildet den Abfluss des Sambaa K’e (vormals „Trout Lake“). Er verlässt diesen am Nordufer und fließt in nordöstlicher Richtung. Er weist gelegentlich Stromschnellen auf und nimmt das Wasser von mehreren Bächen und Seen auf. Der Flusslauf beginnt zu mäandrieren, bevor er vom  Highway 1 (Mackenzie Highway) überquert wird. Direkt unterhalb der Straßenbrücke befindet sich der Wasserfall Sambaa Deh Falls (vormals „Whittaker Falls“) (⊙) Der Trout River macht nun eine scharfe Richtungsänderung nach Norden. Er durchfließt auf den letzten 20 Kilometern eine 60 m tiefe Schlucht, bevor er 50 km oberstrom von Jean Marie River in den Mackenzie River mündet. Im Osten grenzt das Einzugsgebiet des Trout River an das des Redknife River, im Westen an das des Jean Marie River.
Der Fluss ist Namensgeber der Trout River-Formation, einer stratigraphischen Einheit des Westkanadischen Sedimentbeckens.